# Roquefort (Landes)
Roquefort is een gemeente in het Franse departement Landes (regio Nouvelle-Aquitaine). De plaats maakt deel uit van het arrondissement Mont-de-Marsan. Roquefort telde op 1 januari 2022 1.987 inwoners.

## Geografie
De oppervlakte van Roquefort bedroeg op 1 januari 2022 12,12 vierkante kilometer; de bevolkingsdichtheid was toen 163,9 inwoners per km².

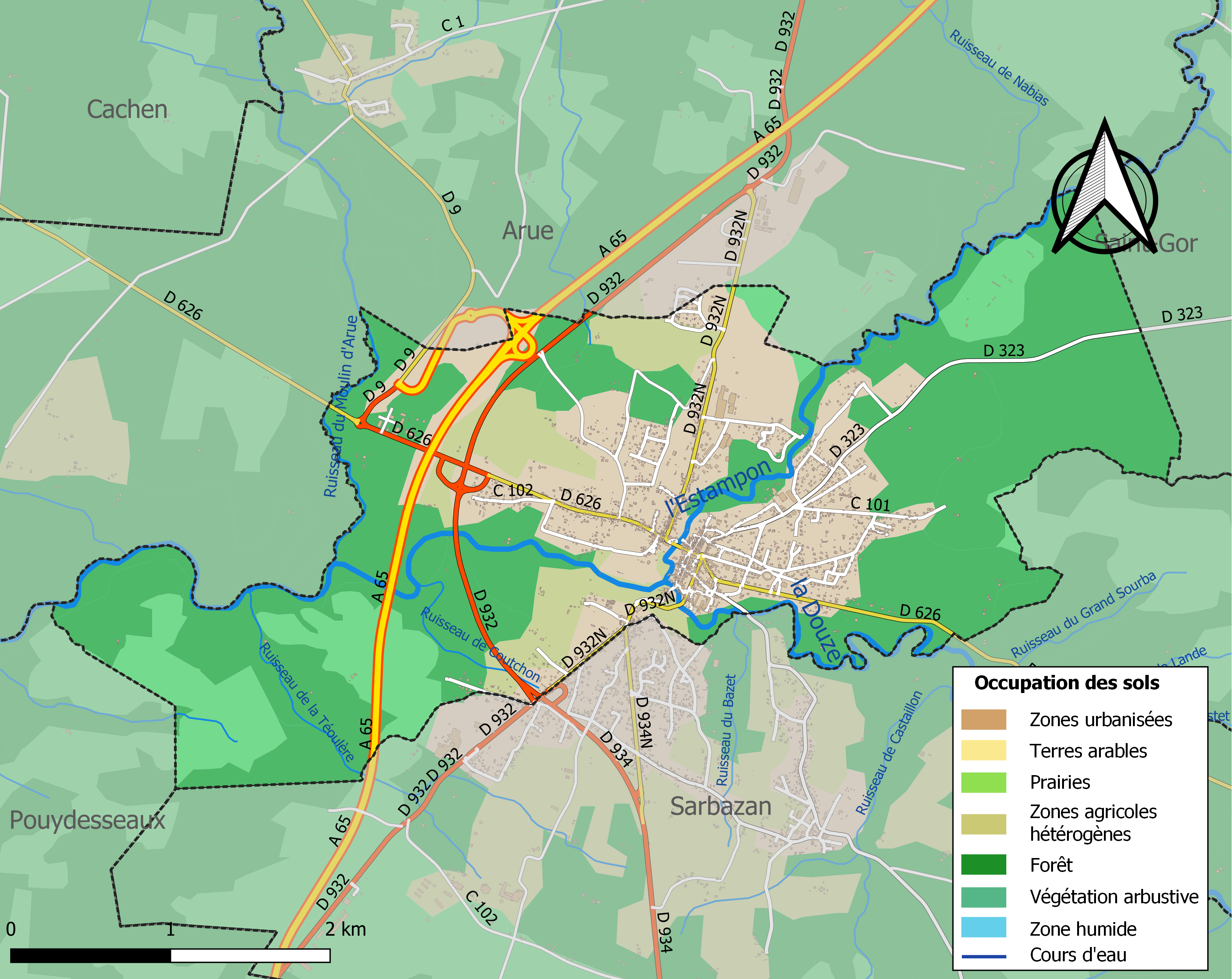
Kaart van de gemeente met de belangrijkste infrastructuur, bodemgebruik en omliggende gemeenten

## Demografie
Onderstaande figuur toont het verloop van het inwonertal (bron: INSEE-tellingen).